# Castelo de Salobreña

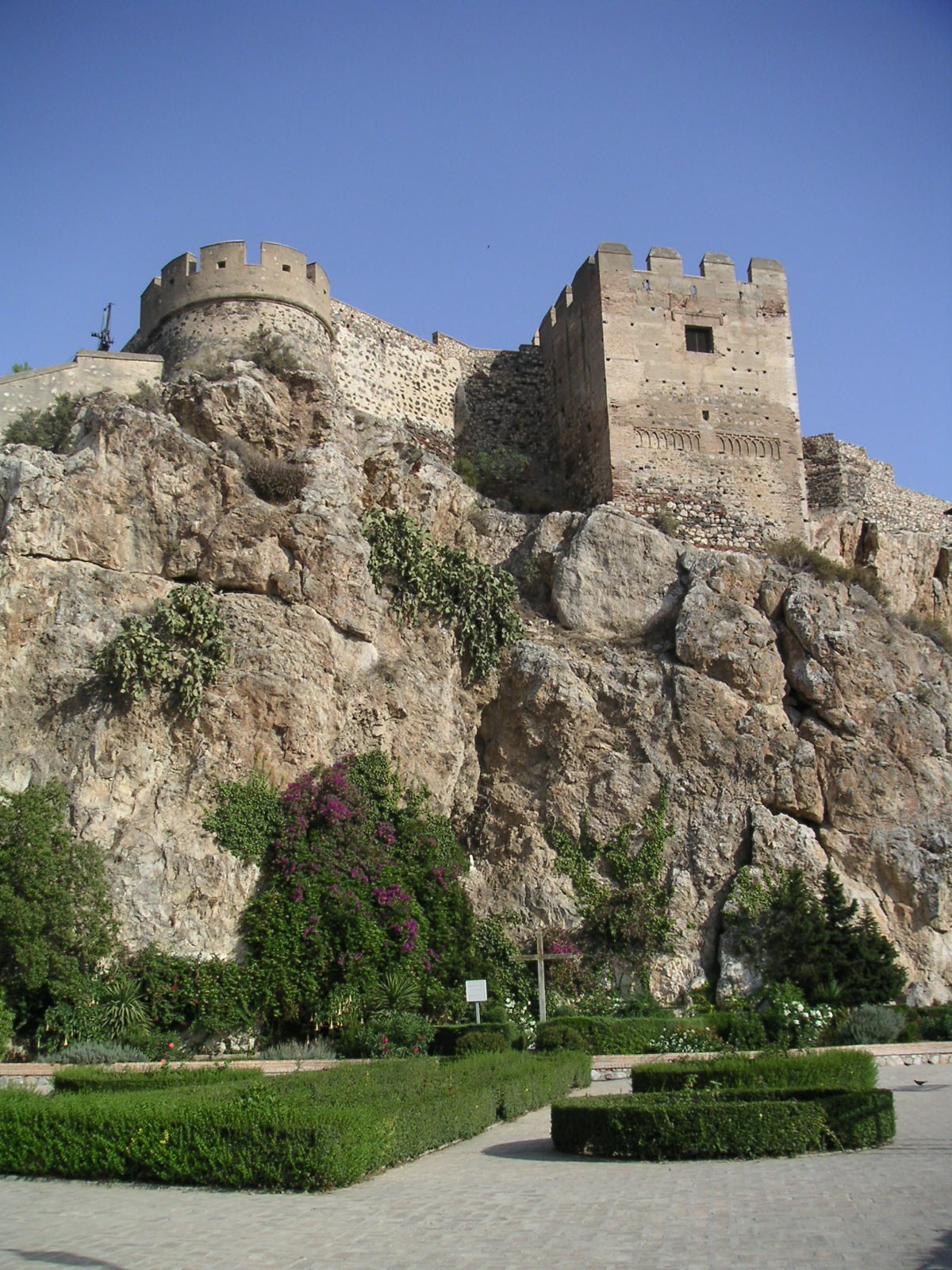
Castelo de Salobreña, Espanha.

O Castelo de Salobreña localiza-se na cidade e município de Salobreña, na província de Granada, comunidade autónoma da Andaluzia, na Espanha.
Constitui-se no monumento mais importante daquela localidade, no Sudeste do país.

## História
Há notícias da existência de uma fortificação muçulmanos no local desde o século X. Ainda que a sua estrutura corresponda à edificação erguida no período Nazarí, o actual castelo é fruto das contribuições da arquitectura islâmica e cristã.
Encontra-se sob a proteção da Declaração genérica do Decreto de 22 de abril de 1949, e da Lei n° 16/1985 sobre o Património Histórico Espanhol. No ano de 1993 a Junta de Andalucía outorgou reconhecimento especial aos castelos da Comunidade Autónoma de Andaluzia.

## Características
O castelo apresenta três recintos: o mais interno corresponde, em sua disposição, à antiga alcáçova Nazarí; os outros dois, com função eminentemente defensiva, constituem-se numa ampliação castelã de finais do século XV. Aprazíveis jardins internos envolvem os volumes arquitectónicos. Do alto das suas torres pode-se abarcar a malha urbana de Salobreña e a paisagem envolvente, o que o torna em um dos monumentos mais visitados da Costa Granadina.